# Efrén Torres
Efrén Torres est un boxeur professionnel mexicain né le 29 novembre 1943 à La Palma dans l'état de Michoacán et mort le 25 février 2010 à Guadalajara dans l'état de Jalisco.

## Carrière professionnelle
Connu sous le nom d' «El Alacrán» (le scorpion), Torres devient professionnel en 1961 et le 23 février 1969, après deux tentatives infructueuses de conquête d'un titre majeur, il bat le thaïlandais Chartchai Chionoi par décision pour devenir champion du monde des poids mouches de la WBC. Il défend son titre avec succès contre Susumu Hanagata le 28 novembre 1969 mais perd lors de sa deuxième défense contre Chartchai Chionoi par décision le 20 mars 1970. Il prend sa retraite en 1972.